# Solko van den Bergh
Solko Johannes van den Bergh (L'Aia, 4 giugno 1854 – L'Aia, 25 dicembre 1916) è stato un tiratore a segno olandese.

## Carriera
Partecipò ai Giochi olimpici di Parigi 1900 nelle gare di tiro a segno di pistola e di carabina. Il suo migliore risultato olimpico fu la medaglia di bronzo nella pistola 50 metri a squadre.
Il 6 giugno 1880 sposò la nobile Sophia Emma Nicoletta van Limburg Brouwer a Zeist.
Anche suo figlio, Gerard van den Borgh, fu un tiratore di successo.

## Palmarès

### Giochi olimpici
- 1 medaglia:
  - 1 bronzo (pistola 50 m a squadre a Parigi 1900).

### Campionati mondiali
- 1 medaglia:
  - 1 bronzo (pistola 50 m a squadre a Parigi 1900).